# Pont-Saint-Esprit
Pont-Saint-Esprit (okcitansko Lo Pònt Sant Esperit) je naselje in občina v južnem francoskem departmaju Gard regije Languedoc-Roussillon. Naselje je leta 2008 imelo 10.046 prebivalcev.

## Geografija
Kraj leži v pokrajini Languedoc ob reki Roni in njenem desnem pritoku Ardèche, 60 km severovzhodno od Nîmesa.

## Uprava
Pont-Saint-Esprit je sedež istoimenskega kantona, v katerega so poleg njegove vključene še občine Aiguèze, Carsan, Cornillon, Le Garn, Goudargues, Issirac, Laval-Saint-Roman, Montclus, Saint-Alexandre, Saint-André-de-Roquepertuis, Saint-Christol-de-Rodières, Saint-Julien-de-Peyrolas, Saint-Laurent-de-Carnols, Saint-Paulet-de-Caisson in Salazac z 18.468 prebivalci.
Kanton Pont-Saint-Esprit je sestavni del okrožja Nîmes.

## Zgodovina
Svetovno znan je postal zaradi nenavadne in še vedno nepojasnjene bolezni, ki je leta 1951 prizadela tamkajšnje prebivalce, in različnih ugibanj, povezanih z dogodkom. 15. avgusta 1951 so v Pont-Saint-Espritu zabeležili izbruh zastrupitev, ki so jih spremljale blodnjave motnje in različni fizični simptomi, med drugim slabost, prebavne motnje, zmanjšanje srčnega utripa, tresavica in bolečine v udih. 

### Okoliščine in posledice
Primer je zanimiv predvsem zaradi velikega števila simultanih obolenj in nenavadnih halucinacij.
Prizadetih je bilo več kot 250 ljudi, od tega je bilo 50 ljudi sprejetih v psihiatrično bolnišnico in tam zadržanih tudi po več tednov in celo mesecev, vsaj 5 pa umrlo (od tega vsaj trije samomori). Bolezen, ki se je prenašala s hrano, so povezali s »prekletim kruhom« (pain maudit) iz lokalne pekarne, vzroka za zastrupitev kruha pa do danes še niso dokočno potrdili.

### Hipoteze
Razlogi za zastrupitev so še vedno zaviti v skrivnost, vendar obstaja več možnih razlag. Najzgodnejša hipoteza predpostavlja, da je šlo za izbruh ergotizma (zastrupitve z ergotinom, halucinogeno plesnijo, sicer znane tudi kot ogenj sv. Antonija). Kasnejše raziskave so se osredotočile na možnost zastrupitve z živim srebrom zaradi uporabe panogena ali drugih fungicidov, ki se uporabljajo na žitih in semenih. Leta 1982 je francoski raziskovalec kot možnega povzročitelja izpostavil mikotoksin glive Aspergillus fumigatus, ki nastaja v silosih z žitom.
Leta 2008 je zgodovinar Steven Kaplan izdal knjigo Le pain maudit, v kateri trdi, da bi zastrupitev lahko povzročil dušikov triklorid, ki se uporablja za umetno (in protizakonito) beljenje moke. Novinar Hank P. Albarelli ml. pa v svoji knjigi A Terrible Mistake iz leta 2009 trdi, da je CIA v okviru svojega programa o bioloških orožjih MKULTRA na prebivalstvu Pont-Saint-Esprita preizkušala uporabo LSD-ja kot orožja. Alberellijeva teza pravi, da naj bi bil dogodek v Pont-Saint-Espritu zasnovan kot predhodnik podobnega poskusa, ki naj bi bil načrtovan v newyorškem podzemnem sistemu. Steven Kaplan je Albarellijeve trditve zavrnil kot teorijo zarote.

## Zanimivosti
- Pont-Saint-Esprit, srednjeveški most s 25 loki dolžine 919 metrov na reki Roni, zgrajen v letih 1265-1309,
- priorstvo s cerkvijo sv. Petra iz 12. stoletja,
- gotska cerkev sv. Saturnina iz 15- stoletja.
- stavba maison des Chevaliers iz 12. stoletja, danes se v njej nahaja muzej posvetne umetnosti Garda,
- občinski muzej Paul-Raymond.

## Pobratena mesta
- Egelsbach (Hessen, Nemčija),
- Haverhill (Anglija, Združeno kraljestvo),
- Penacova (Portugalska).

## Povezave
- John G. Fuller, The Day Of St. Anthony's Fire (New York: The MacMillan Company, 1968).